# Теодот Антиохијски
Теодот Антиохијски (умро 429.), наслиједио је на месту патријарјха Антиохије Александра, 420. године под којим је дуготрајни раскол у Антиохији био зацељен, и следио је његов пример у помињању почасног имена светог Јована Златоуста на диптиху цркве. 
Теодорит Кирски, својевремено један од његових презвитера, описује га као „бисер умерености“, „украшен сјајним животом и познавањем божанских догмата“. Јован Мош преноси анегдоте које илуструју његову кротост када је свештенство грубо поступало, и његову љубазност на путовању у инсистирању да један од његових презвитера замени његовог коња за патријархово легло. Својом благошћу вратио је аполинаријевце у цркву не инсистирајући на томе да се формално одрекну својих грешака. О стварном карактеру Пелагијевог учења које је постало познато на Истоку и последичном повлачењу сведочанства које су Сабори у Јерусалиму и Цезареји раније дали о његовом православљу, Теодот је председавао завршним сабором одржаним у Антиохији (који су помињали само Меркатор и Фотије, у чији је текст Теофил Александријски очигледном грешком заузео Теодотово место) при чему је Пелагије осуђен и протеран из Јерусалима и других светих места, а придружио се Прајлију Јерусалимском у синодским писмима Риму, наводећи шта је учињено. Највероватнији датум овог сабора је онај који је дао Хефеле: 424. година. Када је 424. године Александар, оснивач реда Акомета, посетио Антиохију, Теодот је одбио да га прими као осумњиченог за јеретичке ставове. Његово осећање нису делили Антиохенци, који су, увек жељни новина, напуштали своје цркве и хрлили да слушају Александрову ватрену речитост. Теодот је учествовао у хиротонији Сисинија за цариградског патријарха, фебруара 426. године, и удружио се у саборском  писму које су епископи тада окупљени упутили епископима Памфилије против масалијске јереси. 
Умро је 429. године.